# Optimale Nutzungsdauer
Die optimale Nutzungsdauer einer Anlage ist zu einem Zeitpunkt erreicht, an welchem ihr sinkender jährlicher Grenzgewinn dem kalkulatorischen Zinssatz auf den Kapitalwert der Ersatzinvestition entspricht.

## Allgemeines
Die optimale Nutzungsdauer ist eine in der Betriebswirtschaftslehre entwickelte Form zur Ermittlung der Nutzungsdauer von Gegenständen des Sachanlagevermögens. Sie geht von den Prämissen aus, dass ein unendlich elastischer Kapitalmarkt vorhanden ist und die Anlage sowie ihre Ersatzinvestition einen konstanten Output erbringen. Die Entscheidung über eine Ersatzinvestition hängt auch mit der Kenntnis der optimalen Nutzungsdauer der zu ersetzenden Anlage zusammen.
Je höher der kalkulatorische Zinssatz ist, desto länger wird die optimale Nutzungsdauer, höhere Abschreibungen verkürzen sie.

## Ermittlung
Im Rahmen der Investitionsrechnung kann die betriebswirtschaftlich optimale Nutzungsdauer {\displaystyle n} eines Wirtschaftsguts bestimmt werden. Hierbei gibt es drei Varianten:
- einmalige Investition oder
- einmalig wiederholte Investition oder
- unendlich oft wiederholte Investition.

Für alle drei Fälle gilt, dass von einem festen und bekannten Kalkulationszinsfuß {\displaystyle i} und bekannten Zahlungsströmen Et-At=Zt ausgegangen wird. Außerdem ist für alle Perioden {\displaystyle t} der jeweils zu erzielende Liquidationserlös Lt bekannt.

### Einmalige Investition
Zur Bestimmung der optimalen Nutzungsdauer einer einmaligen Investition existieren zwei Methoden:

#### Bestimmung der Periode mit dem höchsten Kapitalwert
Für jede Periode bzw. Laufzeit {\displaystyle T} wird der Kapitalwert errechnet, der erreicht wird, wenn die Nutzung des Wirtschaftsguts am Ende dieser Periode beendet und das Gut veräußert wird. Die Berechnung erfolgt mittels der Formel:
{\displaystyle K(T,i)=\sum _{t=0}^{T}Z_{t}\cdot \left(1+i\right)^{-t}+L\cdot \left(1+i\right)^{-T}}.
Die Periode, für die der Kapitalwert am höchsten ist, stellt die optimale Nutzungsdauer dar.

#### Bestimmung der letzten Periode mit einem positiven Grenzbeitrag zum Kapitalwert
Für jede Periode wird bestimmt, welchen Grenzbeitrag der Saldo aus Einnahmen und Kosten und Werteverzehr der Periode zum Kapitalwert leisten. Dabei werden berücksichtigt: 
- die Auszahlung in der Periode (At),
- die Wertminderung des Wirtschaftsguts (Lt-1-Lt),
- die Zinsen auf das am Periodenbeginn gebundene Kapital bzw. die entgangenen Zinsen auf einen nicht realisierten Liquidationserlös (i*Lt-1).

Der Grenzbeitrag der Periode zum Kapitalwert der Investition ist positiv, wenn gilt:
{\displaystyle (E_{t}-A_{t})-(L_{t}-L_{t-1})-(i\cdot L_{t-1})>0}.
Nur dann wird die Investition in der Periode {\displaystyle t} weitergeführt. Die letzte Periode mit einem positiven Grenzbeitrag bestimmt die optimale Nutzungsdauer.

### Einmalig wiederholte Investition
Eine Investition wird einmalig wiederholt. Wieder wird davon ausgegangen, dass alle relevanten Parameter mit Ausnahme der zu bestimmenden Nutzungsdauern bekannt sind.
Zunächst wird für die zweite Investition die optimale Nutzungsdauer T2 mit einer der Methoden, die für die einmalige Investition beschrieben sind, bestimmt. Dabei muss auch der Kapitalwert C0,2 berechnet werden, den die zweite Investition bei isolierter Betrachtung erzielt. (Anmerkung: Streng genommen ist der Kapitalwert der zweiten Investition nicht auf den Zeitpunkt 0, sondern auf den Zeitpunkt T1 zu beziehen, dem Beginn des zweiten Investitionsprojektes.)
Dann wird die optimale Nutzungsdauer T1 der ersten Investition bestimmt. Dazu wird überprüft, bis zu welcher Periode eine Fortführung der Investition einen positiven Grenzbeitrag zum Kapitalwert des gesamten Investitionsprojekts erbringt. Neben den Ein- und Auszahlungen ET1, AT1, dem Wertverlust LT1-1-LT1 und den entgangenen Zinserlösen i*LT1-1 sind dazu noch die Opportunitätskosten zu berücksichtigen, die dadurch entstehen, dass bei einer Fortführung der ersten Investition der Kapitalwert der zweiten Investition erst eine Periode später realisiert wird. 
Die Opportunitätskosten der Fortführung der ersten Investition sind: i*CT1,2.
Damit ergibt sich als Prüfgröße: 
{\displaystyle (E_{T1,1}-A_{T1,1})-(L_{T1-1,1}-L_{T1,1})-(i\cdot L_{T1-1,1})-(i\cdot C_{T1,2})>0}.
(Der erste Index zeigt den Zeitpunkt an, der zweite nummeriert das Investitionsprojekt.)
Die erste Investition wird nur fortgeführt, d. h. T1 weiter nach hinten verschoben, solange diese Bedingung erfüllt. Ansonsten ist der Beginn der Investition 2 lohnender.

### Unendlich oft wiederholte Investition
Es soll die optimale Nutzungsdauer einer einzelnen Investition unter der Voraussetzung bestimmt werden, dass diese Investition unendlich oft wiederholt wird. Dabei wird davon ausgegangen, dass die einzelnen Investitionen identisch in ihren Rahmenbedingungen und Parametern sind. 
Unter diesen Voraussetzungen gibt es keine letzte Investition, die als Startpunkt zur Bestimmung der optimalen Nutzungsdauer genutzt werden kann. Stattdessen wird auf die Annuitätenmethode zurückgegriffen, das heißt, es wird die Nutzungsdauer gesucht, die die maximalen Entnahmemöglichkeiten bietet. 
Das Verfahren zur Bestimmung der optimalen Nutzungsdauer beinhaltet dann drei Schritte:
- Die nutzungsdauerabhängigen Kapitalwerte einer einzelnen Investition werden in Annuitäten umgerechnet. Dies geschieht mittels

{\displaystyle K\cdot ANF_{n,i}={\frac {i\cdot (1+i)^{n}}{(1+i)^{n}-1}}\ \cdot K}.
- Die Nutzungsdauer, die der höchsten Annuität entspricht wird gewählt.
- Der Kapitalwert der gesamten Investitionskette entspricht dann dem Barwert einer ewigen Rente. Dieser beträgt bei gegebener Annuität {\displaystyle a} und Kalkulationszinsfuß {\displaystyle i}:

{\displaystyle K=a\cdot {\frac {1}{i}}}.